# Bose (Guangxi)

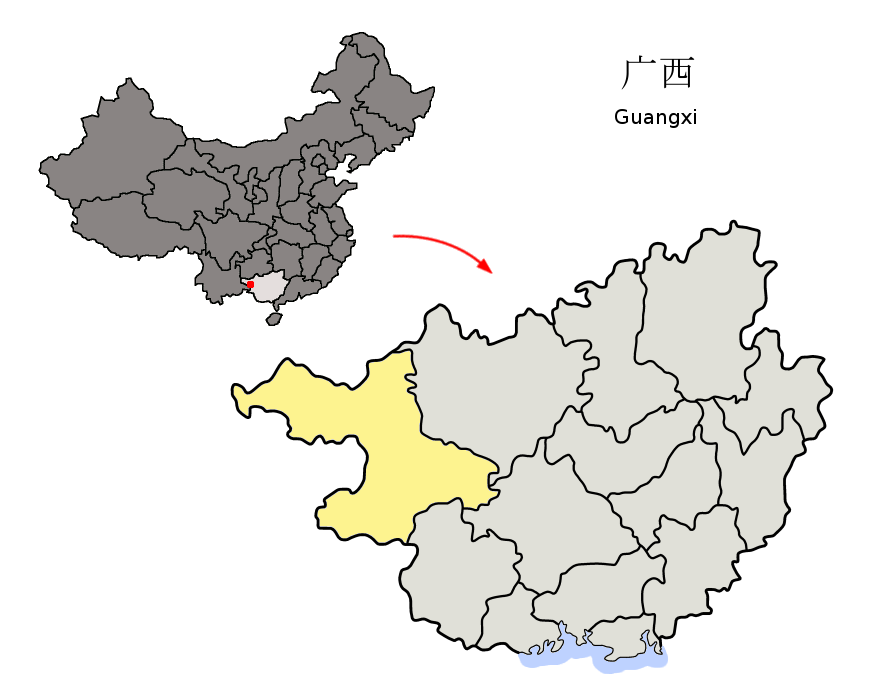
Lage von Bose (Baise) (gelb) in Guangxi

Bose (chinesisch 百色市, Pinyin Bósè Shì) bzw. Baise ist eine bezirksfreie Stadt im Westen des Autonomen Gebiets Guangxi der Zhuang-Nationalität im Süden der Volksrepublik China. Die Fläche beträgt 36.216 Quadratkilometer. In dem gesamten Verwaltungsgebiet der Stadt leben 3.571.505 Einwohner (Stand: Zensus 2020). In dem eigentlichen städtischen Siedlungsgebiet von Bose leben 185.497 Menschen (Zensus 2010).

## Administrative Gliederung
Die bezirksfreie Stadt Bose (Baise) setzt sich aus zwei Stadtbezirken, zwei kreisfreien Städten, sieben Kreisen und einem autonomen Kreis zusammen. Diese sind:
- Stadtbezirk Tianyang – 田阳区 Tiányáng Qū;
- Stadtbezirk Youjiang – 右江区 Yòujiāng Qū;
- Stadt Jingxi – 靖西市 Jìngxī Shì;
- Stadt Pingguo – 平果市 Píngguǒ Shì;
- Kreis Lingyun – 凌云县 Língyún Xiàn;
- Kreis Xilin – 西林县 Xīlín Xiàn;
- Kreis Leye – 乐业县 Lèyè Xiàn;
- Kreis Debao – 德保县 Débǎo Xiàn;
- Kreis Tianlin – 田林县 Tiánlín Xiàn;
- Kreis Tiandong – 田东县 Tiándōng Xiàn;
- Kreis Napo – 那坡县 Nàpō Xiàn;
- Autonomer Kreis Longlin mehrerer Nationalitäten – 隆林各族自治县 Lónglín gèzú Zìzhìxiàn.

## Persönlichkeiten
- Huang Qiuyan (* 1980), Dreispringerin
- Wei Yongli (* 1991), Sprinterin
- Liu Dezhu (* 2000), Mittelstreckenläufer